# Розенберг, Барнетт
Барнетт Розенберг (англ. Barnett Rosenberg, 16 ноября 1926 — 8 августа 2009) — американский химик, наиболее известный как первооткрыватель противораковый свойств цисплатина.

## Биография
Работал в Университете штата Мичиган профессором биофизики. В 1965 году, исследуя влияние электрического тока на рост клеток Escherichia coli, обнаружил, что образующийся в ходе реакции цисплатин подавляет деление клеток, что делает данное вещество пригодным для противораковой химиотерапии.

## Награды
- 1985 — Премия Харви.